# أسيتي

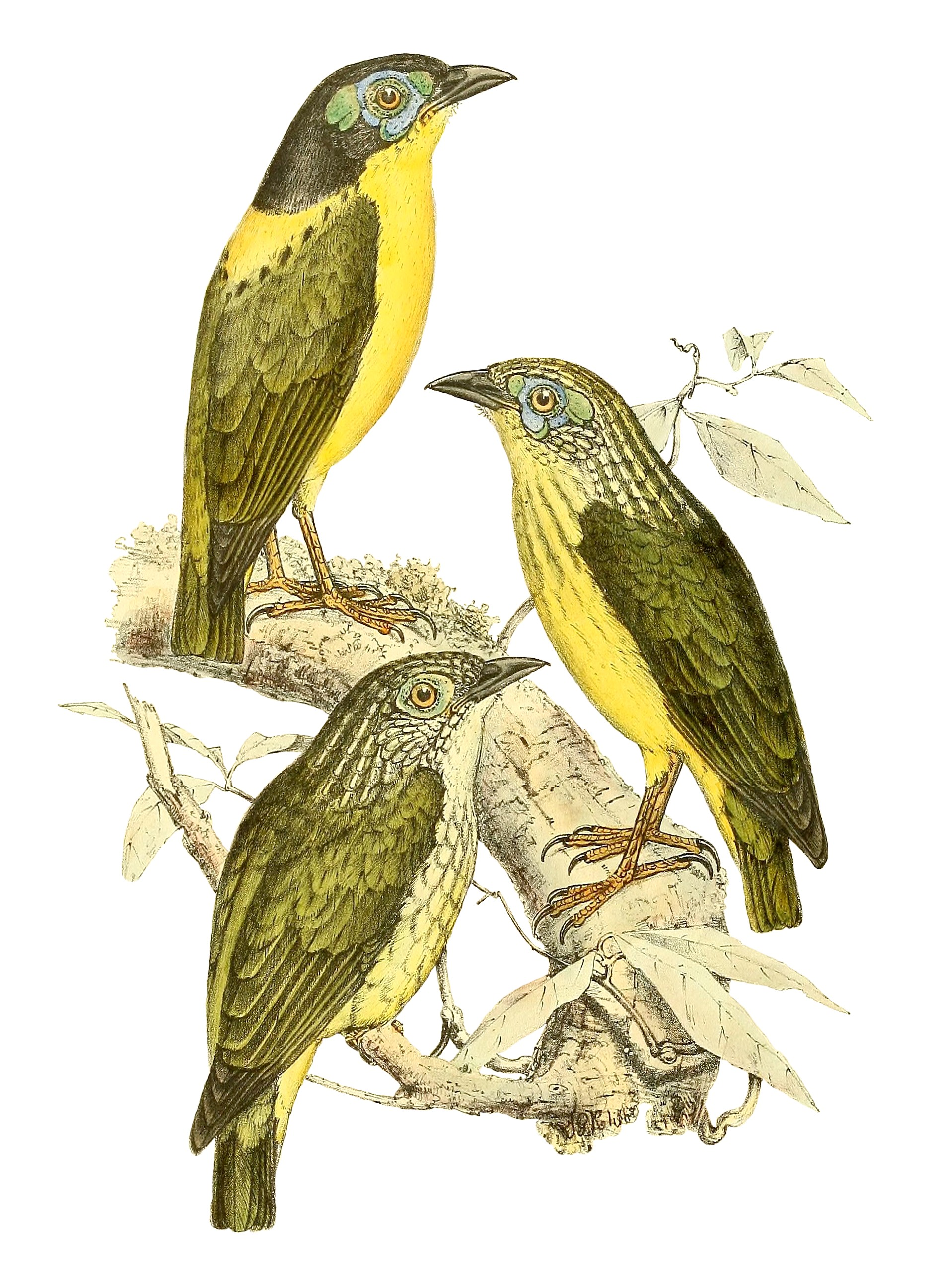

الأسيتي طائر صغير الحجم، يعيش في غابات جزيرة مدغشقر، وهناك أربعة أنواع لهذا الطائر.

## الوصف والهيئة
الأسيتي طائر صغير يعيش في الغابات، وهو طائر يختلف جنساه في الشكل ولون الريش، وهو ما يعرف بمثنوية الشكل الجنسية، وللذكور زائدة لحمية فاتحة اللون حول العينين تظهر بوضوح في فترة التزاوج.

## الغذاء
الغذاء الأساسي لطائر الأسيتي هو الفاكهة، فهي تتناول عدة أنواع من الفاكهة، وعندما تتناول الفاكهة تقوم بنثر الحبوب والبذور فتستفيد منها كائنات حية أخرى، كما يأكل الأسيتي الحشرات ورحيق الأزهار، حيث يقوم بتناول الرحيق بوساطة لسانه الطويل وليس بوساطة منقاره.

## التكاثر
تتكاثر طيور الأسيتي التي تعيش في الغابات المطيرة في موسم الشتاء المدغشقري، والذي يكون قبيل فصل الصيف، وهذا الطائر يتزوج أكثر من زوجة واحدة في الوقت الواحد، أما بناء الأعشاش وتربية الصغار واحتضانهم فإنه مسؤولية الإناث فقط، وهناك بعض الاختلافات في طرق التربية والتزاوج بين أنواع الأسيتي الأربعة. وتكون الأعشاش التي تقوم طيور الأسيتي ببنائها دقيقة وبيضوية الشكل، حيث تقوم ببنائها وتعليقها على أغصان الأشجار.

## الأنواع
لطائر الأسيتي أربعة أنواع هي:
- الأسيتي المخملي، Philepitta castanea.
- أسيتي سكيلجيل، Philepitta schlegeli.
- الأسيتي الشمسي الشائع، Neodrepanis coruscans.
- الأسيتي الشمسي أصفر البطن، Neodrepanis hypoxanthus.

## التهديدات والأخطار
نوع واحد من الأسيتي هو الأسيتي الشمسي أصفر البطن يعتبر من الحيوانات المهددة بالانقراض، وقد اعتبر مرة حيوانا منقرضا، إلا أن ذلك كان بسبب فقر المعلومات والمسوحات الهادفة لدراسة الطيور وإحصائها في مدغشقر، وخصوصا الطيور التي تعيش على ارتفاعات عالية.
أثبتت الدراسات الحديثة وجود أعداد كبيرة من طيور الأسيتي، بعكس ما كان يتوقع قديما، ولكن الخوف عليها ما زال موجودا بسبب تدمير مساكنها.

## المرجع
1. 1 2  IOC World Bird List. Version 9.2 (بالإنجليزية), 22 Jun 2019, DOI:10.14344/IOC.ML.9.2, QID:Q65961410
2. 1 2  IOC World Bird List. Version 10.1 (بالإنجليزية), 25 Jan 2020, DOI:10.14344/IOC.ML.10.1, QID:Q83589462
3. ↑  BirdLife International 2007
4. ↑  Asity - Wikipedia, the free encyclopedia